# Miho Kawabe
Miho Kawabe (河邉 美穂, Kawabe Miho), née le 2 juillet 1974 dans la préfecture d’Ibaraki, est une nageuse synchronisée japonaise.

## Carrière
Lors des Jeux olympiques de 1996 à Atlanta, Miho Kawabe remporte en ballet avec Miya Tachibana, Junko Tanaka, Rei Jimbo, Miho Takeda, Mayuko Fujiki, Akiko Kawase, Raika Fujii, Kaori Takahashi et Riho Nakajima la médaille de bronze olympique.